# كريستيان فرنسيس روث
كريستيان فرنسيس روث (بالإنجليزية: Christian Francis Roth)‏ هو مصمم أزياء أمريكي، ولد في 12 فبراير 1969 في نيويورك في الولايات المتحدة.